# Coudres
Coudres é uma comuna francesa na região administrativa da Normandia, no departamento de Eure. Estende-se por uma área de 15,41 km². Em 2010 a comuna tinha 560 habitantes (densidade: 36,3 hab./km²).